# Leucanitis tincta
Leucanitis tincta är en fjärilsart som beskrevs av W. Warren 1913. Leucanitis tincta ingår i släktet Leucanitis och familjen nattflyn. Inga underarter finns listade i Catalogue of Life.